# 대인 매력
대인 매력(Interpersonal attraction)은 사회심리학의 일부로서 플라토닉 또는 로맨틱 관계의 발전으로 이어지는 사람들 사이의 매력에 대한 연구이다. 이는 신체적 매력과 같은 인식과는 다르며 무엇이 아름답고 매력적이지 않은지에 대한 견해를 포함한다.
사회심리학 연구에서 대인관계 매력은 한 사람이 다른 사람을 얼마나 좋아하거나 싫어하는지와 관련이 있다. 이는 두 사람을 하나로 끌어당기고 분리에 저항하는 경향이 있는 두 사람 사이에 작용하는 힘으로 볼 수 있다. 대인관계 매력을 측정할 때 예측 정확도를 얻으려면 매력을 느끼는 사람과 매력을 느끼는 사람의 특성을 참조해야 한다. 매력을 결정하려면 성격과 상황을 모두 고려해야 한다고 제안된다.

## 같이 보기
- 데이트
- 인간의 유대
- 사랑의 생물학적 근거
- 플라토닉 러브
- 인기
- 성적 매력
- 사회인격학
- 관성